# Jérôme Thomas
Jérôme Thomas (n. 20 ianuarie 1979, Saint-Quentin, Picardie⁠(d), Franța) este un boxer ce a reprezentat Franța, medaliat olimpic. A participat la 3 ediții ale Jocurilor Olimpice (2000, 2004, 2008) în care a câștigat o medalie de argint și o medalie de bronz.